# 魔球 (小說)
《魔球》是日本作家東野圭吾的長篇推理小說。是東野圭吾早期的青春校園推理小說，講述開陽高中棒球社接連發生的命案。於1988年由講談社發行單行本。1991年講談社發行文庫版。

## 出版書籍
| 出版社       | 出版日期      | 格式   | 頁數  | ISBN                   | 譯者   |
| ------------ | ------------- | ------ | ----- | ---------------------- | ------ |
| 講談社       | 1988年7月1日  | 單行本 | 291頁 | ISBN 978-4-06-203903-1 | 不適用 |
| 講談社       | 1991年6月4日  | 文庫本 | 326頁 | ISBN 978-4-06-184931-0 | 不適用 |
| 朝鮮 (地區)  | 2011年11月1日 | 平裝書 | 395頁 | ISBN 978-899-098245-2  |        |
| 文化出版     | 2012年3月26日 | 平裝書 | 304頁 | ISBN 978-957-332-887-2 | 王蘊潔 |
| 南海出版公司 | 2014年12月8日 | 平裝書 | 256頁 | ISBN 978-754-426934-6  | 黃真   |

## 書籍評價
- 1984年 第30回 「江戶川亂步獎」最終候補
- 1988年 「週刊文春推理小說 第10名（與島田莊司《開膛手傑克的百年孤寂》同獲第10名）
- 1988年「這本推理小說真厲害！」第18名

## 故事簡介
開陽高中的棒球部主將北岡明與愛犬一同遇害。當警方正在追查兇手時，另一名被稱為天才投手的主將須田武志也同樣遇害，屍體的右手臂憑空消失。這兩件兇殺案的關連於「魔球」，隨著謎團逐漸解開，不為人知的陰暗面也慢慢浮現……

## 登場人物
須田 武志（Suda Takeshi）
開陽高中的三年級學生。棒球部的投手。被喻為天才投手，以進入職棒生涯為目標。
北岡 明（Kitaoka Akira）
被害者。開陽高中的三年級學生。擔任棒球部的捕手，也是棒球部的主將。
須田 勇樹（Suda Yuuki）
須田武志的弟弟。開陽高中的二年級學生。與哥哥不同，是個頭腦靈光的學生。
森川（Morikawa）
開陽高中的物理老師，棒球隊的教練。
手塚 麻衣子（Tezuka Maiko）
開陽高中的國語老師。
蘆原 誠一（Ashihara Seiichi）
東西電機的離職員工。因為工業事故右腳受傷而離職，曾在東西電機打過職業棒球。